# 水鏡 (Coccoの曲)
「水鏡」（みずかがみ）は、日本の歌手Coccoの7枚目のシングルである。2000年4月26日発売。発売元はビクターエンタテインメント。

## 概要
- 前作から6ヶ月ぶりとなるシングル。

## 収録曲
（全作詞：こっこ／編曲：根岸孝旨）
1. 水鏡（4:46）
  - 作曲：こっこ
2. 寓話。（4:47）
  - 作曲：成田忍

## 収録アルバム
水鏡
- オリジナル『ラプンツェル』（2000年6月14日）
- ベスト『ベスト+裏ベスト+未発表曲集』（2001年9月5日）
- ベスト『ザ・ベスト盤』　(2011年8月15日)

寓話。
- ベスト『ベスト+裏ベスト+未発表曲集』（2001年9月5日）

## テレビ出演
水鏡
- 2000年4月28日　テレビ朝日系「ミュージックステーション」
- 2000年5月6日　TBS系「COUNT DOWN TV」

## 参加ミュージシャン
水鏡
- Drums : 向山テツ
- Electric Bass, Electric Guitar : 根岸孝旨
- Electric Guitar, Acoustic Guitar : 堀越信泰
- Keyboard : 柴田俊文
- Programming : 梅崎俊春
- Tambourine : テーラー

寓話。
- Drums : 向山テツ
- Electric Bass, Electric Guitar, Acoustic Guitar: 根岸孝旨
- Electric Guitar : 堀越信泰
- Keyboard : 柴田俊文
- Programming : 梅崎俊春